# 운무림가시주머니생쥐
운무림가시주머니생쥐(Heteromys nubicolens)는 주머니생쥐과에 속하는 설치류의 일종이다. 코스타리카 북서부의 토착종으로 틸라란 산맥과 과나카스테 주의 해발 750~1840m 지역에서 서식한다. 학명과 일반명은 "구름"을 의미하는 라틴어 "누베스(nubes)와 "거주한다(inhabit)"라는 의미의 "콜레레(colere)의 합성어에서 유래했다.